# Kasaragod
Kasaragod (malabar: കാസർഗോഡ് [kɑːsɾɡoːɖ]) es una ciudad del estado indio de Kerala, capital del distrito homónimo en el norte del estado.
En 2011, el taluk del que es capital tenía una población de 681 734 habitantes, de los cuales 54 172 vivían en el municipio que forma la propia ciudad.
Es una localidad mayoritariamente musulmana, muy importante para los musulmanes del país porque se considera el lugar de fallecimiento del predicador Malik Deenar, uno de los primeros promotores de la religión en la India en el siglo VIII. Alberga un campus de la Universidad Central de Kerala y un importante centro de investigación agrícola.
Se ubica junto a la desembocadura del río Payaswini en la costa del mar Arábigo, a medio camino entre Mangalore y Cananor sobre la carretera 66.